# فاهغان ميليتوسيان
فاهغان ميليتوسيان (بالأرمينية: Վահագն Միլիտոսյան، ولد في 10 يونيو 1993)، هو لاعب كرة قدم أرميني يلعب حاليا لصالح نادي نيترا في سلوفاكيا. لعب سابقا في الدوري الفرنسي الدرجة الثانية لصالح نادي ستاد لافال ونادي غرونوبل.

## روابط خارجية
- فاهغان ميليتوسيان على موقع رابطة كرة القدم الفرنسية للمحترفين (الإنجليزية)
- فاهغان ميليتوسيان على موقع قاعدة بيانات كرة القدم.إي يو (الإنجليزية)
- فاهغان ميليتوسيان على موقع Soccerway.com (الإنجليزية)
- فاهغان ميليتوسيان على موقع عالم كرة القدم.نت (الإنجليزية)
- فاهغان ميليتوسيان على موقع GSA (الإنجليزية)